# 腌菜
醃菜（又名咸菜），古称菹，主要用食盐醃製保存并调味的蔬菜，可以用来直接佐餐，或者作为烹调的原料（比如雪里蕻炒肉絲，担担面裡的榨菜等）。在台灣主要原料是芥菜。
在沿海卤水较多地区相当普遍，作为凉菜的主料或佐料。

## 腌菜种类
- 重庆涪陵榨菜
- 广东潮汕咸菜
- 广东潮汕贡菜
- 广东潮汕橄榄糁
- 广东潮汕橄榄菜
- 天津冬菜
- 上海鹹白菜
- 上海腌雪里蕻
- 浙江乾菜笋
- 浙江萧山萝卜干
- 福建鹹竹笋
- 河南开封五香大头菜
- 吉林延边朝鲜泡菜
- 山东潍坊地环

## 圖片

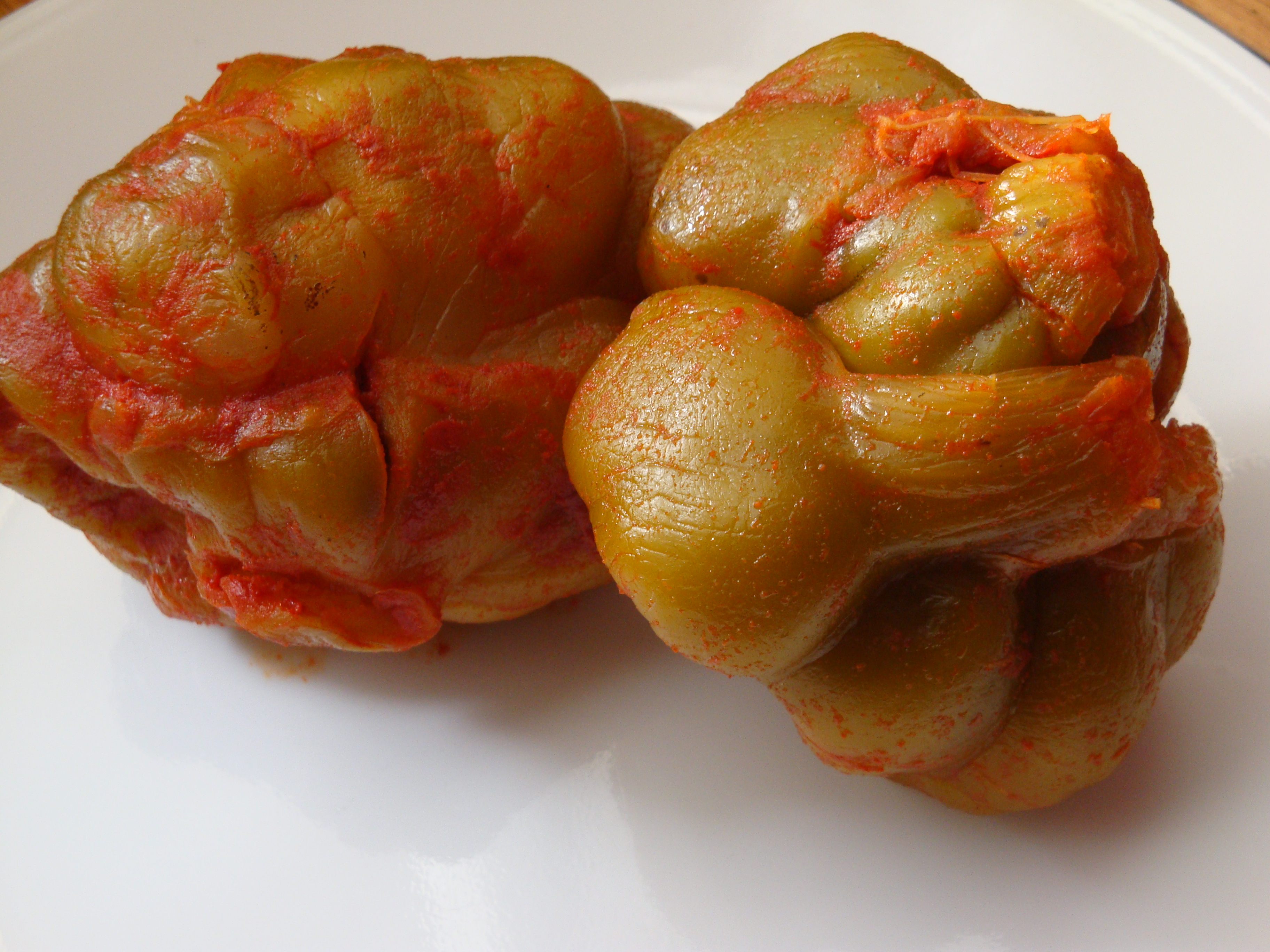
涪陵榨菜